# گورکوفو

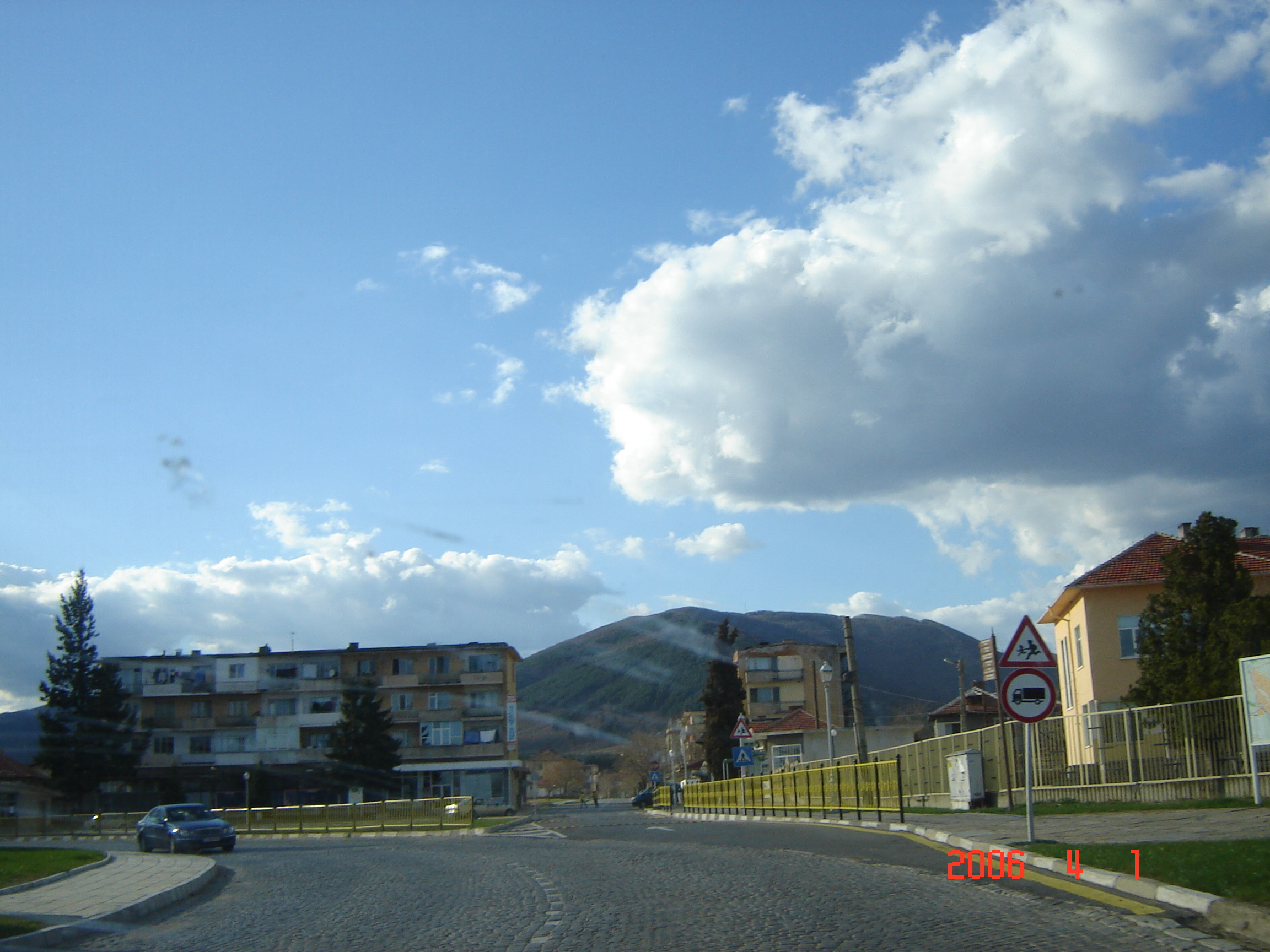
نمایی از شهر گورکوفو در استارا زاگورا - ۲۰۰۹

گورکوفو شهری در استارا زاگورا کشور بلغارستان است که جمعیت آن در سال ۲۰۰۱ میلادی ۳٬۱۵۹ نفر بوده‌است.